# Pfullingen

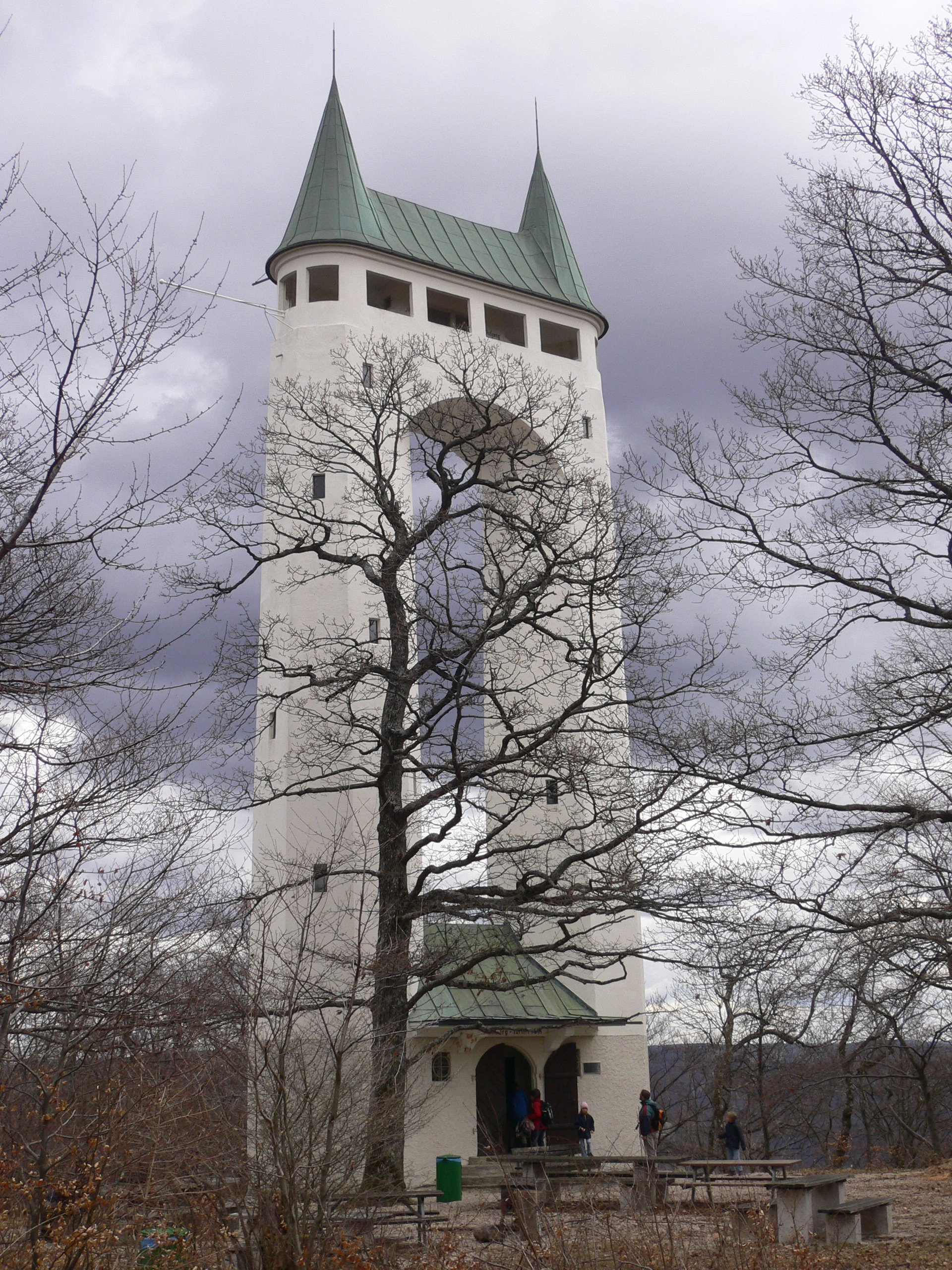
Schönbergturm

Pfullingen (tiếng Swabia: Pfullenga) là một thị trấn thuộc huyện Reutlingen, bang Baden-Württemberg, Đức. Nơi đây nằm cách Reutlingen 3 km về phía đông nam.